# Alabama Port
Alabama Port, gelegentlich auch Port Alabama genannt, ist ein gemeindefreies Gebiet auf Mon Louis Island im Mobile County im Bundesstaat Alabama in den Vereinigten Staaten.

## Geographie
Alabama Port liegt im Süden Alabamas im Süden der Vereinigten Staaten. Es liegt im Mobile Bay und damit direkt am Golf von Mexiko.
Nahegelegene Orte sind unter anderem Heron Bay (1 km südwestlich), Bayou La Batre (9 km nordwestlich) und Coden (9 km westlich). Die nächste größere Stadt ist mit 195.000 Einwohnern das etwa 28 Kilometer nördlich entfernt gelegene Mobile.

## Verkehr
Alabama Port liegt an einer Kreuzung der Alabama State Route 188, die nach wenigen Kilometern westlich im U.S. Highway 90 mündet, mit der Alabama State Route 193, die südlich von Mobile in der Alabama State Route 16 mündet.
18 Kilometer nordwestlich von Alabama Port verläuft der Interstate 10, der von Kalifornien über fast 4000 Kilometer bis nach Florida verläuft.
Etwa 35 Kilometer nördlich des Ortes liegt der Mobile Regional Airport, der unter anderem Flugverbindungen nach Dallas oder Atlanta anbietet.